# Germaine Escames Rosa
Germaine Escames Rosa es catedrática en el departamento de Fisiología de la Universidad de Granada.

## Biografía
Estudió Farmacia en la Universidad de Granada. Tras finalizar sus estudios, inició su carrera como Farmacéutica Interna Residente (FIR) en el Servicio de Bioquímica Clínica del Hospital Universitario Clínico San Cecilio (Granada), obteniendo el título de Farmacéutica Especialista en Bioquímica Clínica. Durante su residencia, se unió al Grupo de Investigación CTS-101: Comunicación Intercelular, donde realizó su Tesis Doctoral titulada Estudio electrofisiológico de la acción de la melatonina en el área de proyección estriatal de la corteza motora, dirigida por Francisco Vives Montero.
Posteriormente, se especializó en el estrés oxidativo y los mecanismos de acción de la melatonina durante una estancia en el Departamento de Biología Celular y Estructural del Health Science Center de San Antonio en Texas (Estados Unidos). De vuelta en España, su investigación giró en torno al papel antioxidante de la melatonina y la identificación de la mitocondria como principal diana de la melatonina. En los últimos años, su trabajo investigador se ha centrado en la utilización de las propiedades de la melatonina para el tratamiento de diversas patologías, como su uso para la atenuación los efectos adversos de la radioterapia y la quimioterapia en la piel o para el tratamiento del envejecimiento cutáneo.
Actualmente, Germaine ocupa el puesto de catedrática en el Departamento de Fisiología de la Universidad de Granada. También es codirectora del Instituto Internacional de la Melatonina (IiMEL) y cofundadora de la empresa Pharmamel.

## Premios y reconocimientos
- Galardonada en los X Premios de Implicación Social del Foro de Consejos Sociales de las Universidades Públicas de Andalucía.[8]